# نيك مكلينان
نيك مكلينان (بالإنجليزية: Nick McLennan)‏ هو لاعب اتحاد الرغبي نيوزلندي، ولد في 23 يونيو 1988 في أوامرو ‏ في نيوزيلندا.